# Oltenien

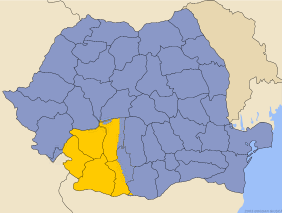
Olteniens läge i Rumänien

Oltenien, även benämnt Lilla Valakiet, är en historisk romersk provins och geografisk region i sydvästra Rumänien.